# Mitty Collier
Mitty Lene Collier (* 21. Juni 1941 in Birmingham, Alabama) ist eine US-amerikanische Soul- und Gospelsängerin.

## Karriere
Collier begann ihre musikalische Karriere im Hayes Ensemble, einer Gospelgruppe, und sang als Kind in der Kirche. Ralph Bass entdeckze sie bei einem Talentewettbewerb entdeckt und stellte den Kontakt zu Chess Records her, wo sie 1960 eine Plattenvertrag unterschrieb. Collier nahm zunächst „weltliche“ Lieder auf und hatte ihren ersten Erfolg mit I’m Your Part Time Love, das im Herbst 1963 die Platz 20 der R&B-Charts erreichte.
1964 nahm sie James Clevelands Spiritual I Had a Talk with My God Last Night auf, ersetzte aber das Wort „God“ durch „man“. Das Lied erreichte Platz 3 der Billboard R&B-Single-Charts sowie Platz 41 der Billboard Hot 100 und wurde u. a. von Dusty Springfield, Marva Wight, Inez Foxx und Shirley Brown gecovert. Weitere Aufnahmen für Chess waren Come Back Baby, For My Man, Sharing You, Watching and Waiting, That’ll Be Good Enough und You’re the Only One. Sharing You stieg 1966 in die Top 10 der R&B-Charts.
1968 verließ Collier Chess Records und nahm 5 Singles für William Bell’s Peachtree Label auf. 1972 beendete sie ihre weltliche Karriere und begann Gospel zu singen, auch auf diesem Feld nahm sie einige Platten auf. Heute ist sie Pastorin der More Like Christ Christian Fellowship Ministries in Chicago.

## Diskografie

### Alben
- 1965: Shades of a Genius
- 1972: The Warning
- 1977: Hold the Light …
- 1987: I Am Love
- 2012: I Owe It All to the Word

### Kompilationen
- 1998: Shades of a Genius
- 2008: Shades of a Genius: The Chess Singles 1961–1968

### Singles
| Jahr | Titel Album                                 | Höchstplatzierung, Gesamtwochen, AuszeichnungChartplatzierungen (Jahr, Titel, Album, Platzierungen, Wochen, Auszeichnungen, Anmerkungen) | Höchstplatzierung, Gesamtwochen, AuszeichnungChartplatzierungen (Jahr, Titel, Album, Platzierungen, Wochen, Auszeichnungen, Anmerkungen) | Anmerkungen                          |
| Jahr | Titel Album                                 | US | R&B | Anmerkungen                          |
| ---- | ------------------------------------------- | --- | --- | ------------------------------------ |
| 1963 | I’m Your Part Time Love                     | — | R&B20 (2 Wo.)R&B | Erstveröffentlichung: September 1963 |
| 1964 | I Had a Talk with My Man Shades of a Genius | US41 (10 Wo.)US | R&B3 (13 Wo.)R&B | Erstveröffentlichung: August 1964    |
| 1965 | No Faith, No Love Shades of a Genius        | US91 (5 Wo.)US | R&B26 (6 Wo.)R&B | Erstveröffentlichung: Dezember 1964  |
| 1966 | Sharing You                                 | US97 (2 Wo.)US | R&B10 (9 Wo.)R&B | Erstveröffentlichung: Februar 1966   |

Weitere Singles
- 1961: I’ve Got Love (VÖ: Mai)
- 1962: Don’t Let Her Take My Baby (VÖ: März)
- 1963: My Babe (VÖ: Mai)
- 1964: Pain (VÖ: März)
- 1965: Ain’t That Love (VÖ: Juni)
- 1965: For My Man (VÖ: September)
- 1966: My Party (VÖ: Mai)
- 1966: Like Only Yesterday (VÖ: Dezember)
- 1967: You’re the Only One (VÖ: August)
- 1967: That’ll Be Good Enough for Me (VÖ: Dezember)
- 1968: Everybody Makes a Mistake Sometime (VÖ: Juni)
- 1969: You Hurt So Good (VÖ: Juni)
- 1969: I’d Like to Change Places (VÖ: Dezember)
- 1970: True Love Never Comes Easy (VÖ: März)
- 1970: Lovin’ on Borrowed Time
- 1970: Your Sign Is a Good Sign
- 1972: I’d Like to Change Places with His Part Time Lover (VÖ: September)